# Steve Powell
Stephen „Steve“ Powell (* 20. September 1955 in Derby, England) ist ein ehemaliger englischer Fußballspieler, der besonders durch seine Spielertätigkeit bei Derby County Bekanntheit erreichte. 1972 und 1975 gewann er mit seiner Mannschaft jeweils den englischen Meistertitel.

## Karriere als Spieler

### Derby County
Steve Powell startete 1971 seine Spielerlaufbahn beim englischen Verein Derby County, für den bereits sein Vater aktiv gewesen war. Bereits mit 16 Jahren feierte Powell sein Debüt unter dem Trainerduo Brian Clough und Peter Taylor. Seine Mannschaft absolvierte die Saison in der Football League First Division 1971/72 sehr erfolgreich und sicherte sich den englischen Meistertitel. Im folgenden Jahr war Derby damit im Europapokal der Landesmeister 1972/73 startberechtigt und zog in diesem Wettbewerb ins Halbfinale ein. Erst dort scheiterte der Verein am italienischen Meister Juventus Turin. Sein Förderer Brian Clough wurde nach dieser Saison im Zwist mit dem Vorstand entlassen, aber auch unter dessen Nachfolger Dave Mackay konnte sich Powell in der Mannschaft behaupten. In der Saison 1973/74 erreichte Derby einen guten vierten Tabellenplatz und konnte diese Platzierung im folgenden Jahr noch einmal steigern. Es folgte der zweite Meistertitel nach 1972 in der Football League First Division 1974/75. Die Teilnahme am Europapokal der Landesmeister 1975/76 endete diesmal bereits in der zweiten Runde. Nach einem 4:1-Heimerfolg scheiterte Derby County im Rückspiel mit 1:5 nach Verlängerung am spanischen Meister Real Madrid. Nach einem vierten Platz in der Meisterschaft 1975/76 startete County im UEFA-Pokal 1976/77, scheiterte jedoch auch hier in der zweiten Runde an AEK Athen. 
Nachdem in den folgenden drei Jahren die Platzierungen in der Meisterschaft sich jeweils verschlechterten, stieg Powell mit seiner Mannschaft in der Football League First Division 1979/80 aus der ersten Liga ab. Der Verein verfehlte die direkte Rückkehr in die First Division und stieg in der Saison 1983/84 sogar in die dritte Liga ab. Nach einem verfehlten Aufstieg im Folgejahr beendete Powell 1985 seine Spielerlaufbahn im Alter von nur 30 Jahren.
In der Saison 1990/91 trainierte er den unterklassigen Verein Burton Albion.

## Erfolge
- Englischer Meister: 1972, 1975